# 組織創始人
組織創辦人是一個企業、組織、社團、基金、網站等的主力創立人。創辦人通常所指的是在第一份公司董事註冊、社團理監事名冊、組織高級成員中有名字的人物。對於該組織，他們都是具有控制權的人。不過，在一個組織成立之時，曾經出力、出資本的所有人士，可能也有爭議，他們都是「創辦人」，近來也有改以「共同創辦人」稱呼者。
當一個組織能夠成功，身為創辦人是一種光榮，也因此創辦人多數會持有身為父母之心，繼續出錢出力，支持該組織的發展及成長。事實也未必如此，因當事人沒有因此為榮，或視之為身外物。例如當企業已經出售、控制權已失，或者網站已經轉手他人之後。